# Diego Benaglio
Diego Benaglio (født 8. september 1983 i Zürich, Schweiz) er en schweizisk fodboldspiller, der spiller som målmand hos den franske Ligue 1-klub AS Monaco. Han har tidligere spillet for VfB Stuttgart og VfL Wolfsburg i Tyskland samt for Grasshoppers i sit hjemland. 
Med Grasshoppers sikrede Benaglio sig i 2001 det schweiziske mesterskab, mens han i 2009 vandt Bundesligaen med VfL Wolfsburg.

## Karriere

### Tidlig karriere
Født i Zürich, startede Benaglio sin karriere med holdet som lå i hjembyen, Grasshopper-Club Zürich. Imens han stadig var teenager flyttede han til Tyskland og tiltrådte VfB Stuttgart. Her fik han kun spilletid for reserveholdet.

### Landshold
Benaglio står (pr. april 2018) noteret for 61 kampe for Schweiz' landshold, som han debuterede for den 3. juni 2006 i en venskabskamp mod Kina. Han var efterfølgende en del af den schweiziske trup til både VM i 2006 i Tyskland, EM i 2008 på hjemmebane i Schweiz samt VM i 2010 i Sydafrika.

## Titler
Schweizisk Liga
- 2001 med Grasshoppers

Bundesligaen
- 2009 med VfL Wolfsburg